# Jerry Schatzberg

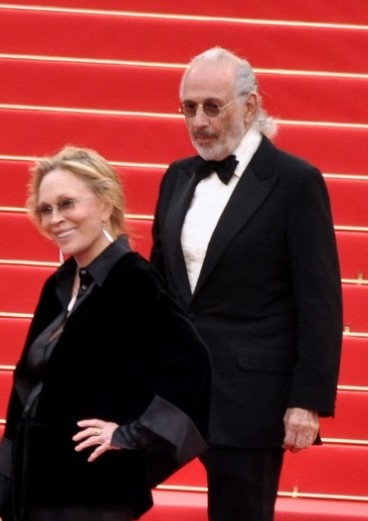
Jerry Schatzberg mit Faye Dunaway (2011)

Jerry Schatzberg (* 26. Juni 1927 in New York City) ist ein US-amerikanischer Regisseur und Fotograf.

## Leben und Karriere
Jerry Schatzberg wurde in eine jüdische Kürschnerfamilie in der Bronx geboren. Jerry Schatzberg studierte an der University of Miami und arbeitete anschließend in den 1960er-Jahren als Fotograf für Magazine wie Vogue, Esquire und andere. Er schoss das ikonische Coverbild für Bob Dylans Album Blonde on Blonde, das den Musiker leicht unscharf zeigt. 1968 schoss er die Fotos für das Musikalbum We’re Only in It for the Money der Gruppe The Mothers of Invention. Seine erste Erfahrung als Regisseur sammelte er mit der Inszenierung von Werbespots.
Im Jahr 1970 gab er sein Debüt als Regisseur und Drehbuchautor mit dem Film Puzzle of a Downfall Child, unter anderem mit Faye Dunaway in der Hauptrolle. Ein Jahr später drehte er das Filmdrama The Panic in Needle Park, ein Film über ein drogensüchtiges Pärchen in New York. Al Pacino und Kitty Winn übernahmen die Hauptrollen. Für diesen Film war Schatzberg das erste Mal für den Grand Prix nominiert. Diese gewann er 1973 in Cannes mit seinem nächsten Film Asphalt-Blüten aus dem Jahr 1973 ex aequo mit Alan Bridges’ Kostümdrama Botschaft für Lady Franklin. Gene Hackman und wiederum Al Pacino spielten zwei Tramps, die eine ungewöhnliche Freundschaft schließen. Schatzberg gewann für seine Arbeit auch die dänische Bodil für den Besten nicht-europäischen Film. Im Jahr 1976 drehte er Catch Ferrari und wurde für diesen erneut für den Hauptpreis in Cannes nominiert. 1980 drehte er den Musikfilm On the Road Again, einen autobiographisch inspirierten Film über und mit dem Countrysänger Willie Nelson, der für den Soundtrack für den Oscar nominiert wurde. Die 1989 inszenierte Literaturverfilmung Der wiedergefundene Freund brachte ihm seine bisher letzte Nominierung für die Goldene Palme von Cannes ein. Sein bisher letzter Film mit dem Titel The Day the Ponies Come Back stammt aus Jahr 2000. Für diesen betätigte er sich zum zweiten Mal auch als Drehbuchautor.
Jerry Schatzberg inszenierte in seiner Karriere Filme aus ganz verschiedenen Genres. So war Eine starke Nummer aus dem Jahr 1984 eine Filmkomödie und Jugendfilm, vier Jahre danach drehte er mit Tropic War einen Actionfilm.
2006 veröffentlichte er mit Thin Wild Mercury ein Buch über Bob Dylan. Das Werk erschien bei Genesis Publications.
Jerry Schatzberg war und ist noch immer als Fotograf aktiv und schoss Fotos von bekannten wie unterschiedlichen Persönlichkeiten wie Robert Redford, Fidel Castro und Sammy Davis Jr.

## Filmografie
- 1970: Puzzle of a Downfall Child (auch Drehbuchautor)
- 1971: Panik im Needle Park (The Panic in Needle Park)
- 1973: Asphalt-Blüten (Scarecrow)
- 1976: Catch Ferrari (Sweet Revenge)
- 1979: Die Verführung des Joe Tynan (The Seduction of Joe Tynan)
- 1980: On the Road Again (Honeysuckle Rose)
- 1983: Unverstanden (Misunderstood)
- 1984: Eine starke Nummer (No Small Affair)
- 1987: Glitzernder Asphalt (Street Smart)
- 1988: Tropic War (Clinton and Nadine, Fernsehfilm)
- 1989: Der wiedergefundene Freund (Reunion)
- 1993: Ben Gurion (Fernseh-Dokumentarfilm)
- 1995: Lumière et Compagnie (Dokumentarfilm)
- 2000: The Day the Ponies Come Back (auch Drehbuchautor)